# ماگدالنا روژچکا
ماگدالنا روژچکا (لهستانی: Magdalena Różczka؛ زادهٔ ۲۷ ژوئیهٔ ۱۹۷۸) بازیگر اهل لهستان است.
از فیلم‌ها یا برنامه‌های تلویزیونی که وی در آن نقش داشته‌است، می‌توان به نامه به بابا نوئل ۳، حالا یا هرگز!، فرصت دوباره، رازداری حرفه‌ای، مرد ایده‌آل برای دوست‌دخترم، پیت‌بول، ۲۵ سال بی‌گناهی، تنها عشق، خانواده جایگزین، اجاره‌نشین‌ها، پزشکان، لجن‌زار، دهن‌به‌دهن و پورنوگرافی اشاره کرد.
او در مه ۲۰۱۰ به‌عنوان سفیر حسن نیت یونیسف انتخاب شد.